# Ibănești, Mureș
Ibănești là một xã thuộc hạt Mureș, România. Dân số thời điểm năm 2002 là 4504 người.